# عدنان فلاته
عدنان فلاته (انگلیسی: Adnan Fallatah؛ زادهٔ ۲۰ اکتبر ۱۹۸۳) یک ورزشکار اهل عربستان سعودی است.
از باشگاه‌هایی که در آن بازی کرده‌است می‌توان به باشگاه فوتبال الاتحاد، باشگاه فوتبال الوحده عربستان سعودی، باشگاه فوتبال النصر عربستان سعودی، باشگاه فوتبال الفتح عربستان سعودی، باشگاه فوتبال التعاون عربستان سعودی، و باشگاه فوتبال الاتحاد اشاره کرد.